# Gentiana infelix
Gentiana infelix är en gentianaväxtart som beskrevs av Charles Baron Clarke. Gentiana infelix ingår i släktet gentianor, och familjen gentianaväxter. Inga underarter finns listade i Catalogue of Life.